# 天文 (元号)
天文（てんぶん、てんもん、旧字体：天文󠄁）は、日本の元号の一つ。享禄の後、弘治の前。1532年から1555年までの期間を指す。この時代の天皇は後奈良天皇。室町幕府将軍は足利義晴、足利義輝。

## 改元
- 享禄5年7月29日（ユリウス暦1532年8月29日） - 室町幕府12代将軍足利義晴の申請により、戦乱などのため改元[1]
- 天文24年10月23日（ユリウス暦1555年11月7日） - 弘治に改元

## 天文期におきた出来事
- 元年8月24日（1532年）： 山科本願寺焼き打ち。京都町衆の法華一揆で宗徒と六角氏による襲撃。
- 2年7月（1533年） - 3年4月 （1534年）： 稲村の変（天文の内訌の一つ）
- 3年6月（1534年） - 5年10月 （1536年）： 天文の内乱
- 4年12月5日（1535年）： 森山崩れ。尾張森山に滞陣中の松平清康、陣中にて誤殺される。
- 5年6月10日（1536年）： 花倉の乱（天文の内訌の一つ）。今川義元が家督を争う異母兄玄広恵探を滅ぼし、今川家の相続を確定させる。
- 5年7月27日（1536年）： 天文法華の乱。法華宗と対立する延暦寺衆徒と六角氏が京都の法華一揆を破り21の寺院を焼く。
- 10年5月（1541年）： 佐東銀山城の戦いにより安芸武田氏が滅亡。
- 10年6月14日： 甲斐国守護武田家で武田晴信（後の武田信玄）が父の信虎を追放することで当主交代。当主となった晴信は海野平合戦を契機に信濃侵攻を開始。
- 11年6月　： 天文の乱
- 12年8月25日（1543年）： ポルトガル船が種子島に漂着し、鉄砲が日本に伝来（1542年説あり）
- 14年（1545年） - 15年 ： 第二次河東一乱、河越城の戦いを乗り切り、北条氏康が大きく勢力を伸ばす。
- 15年12月20日（1547年）： 足利義輝が室町幕府13代将軍に就任。
- 17年12月30日（1549年）： 長尾景虎（後の上杉謙信）が兄・晴景に代わって家督を継ぎ越後・春日山城に入城。
- 18年2月24日（1549年）： 美濃国斎藤道三の娘濃姫が尾張国織田信長に嫁ぐ。
- 18年6月24日（1549年）： 江口の戦い。三好長慶が主筋の管領・細川晴元に逆らってまで三好政長（宗三）を討伐。
その後、長慶の攻勢を恐れた晴元が将軍一家を伴って京から退去するも、劣勢を挽回できなかった為に細川政権の終焉につながった。
- 18年7月3日（1549年）： フランシスコ・ザビエルが乗った船が鹿児島に到着。7月22日に上陸。
- 18年11月8日 - 9日（1549年）： 織田信秀、三河安祥城を今川氏に奪われる。信秀の庶長子であった城主・織田信広は捕らわれ、織田氏は三河から締め出された。
- 18年11月27日（1549年）： 三河の松平領が今川義元の支配下となり、竹千代（後の徳川家康）が今川の人質として駿府へ出立。
- 19年2月10日（1550年）： 二階崩れの変。豊後守護・大友義鑑、家臣に襲撃され、重傷を負う。2日後に死去。
- 20年8月28日 - 9月1日（1551年）： 大寧寺の変。周防の戦国大名・大内義隆が、守護代・陶晴賢たちの軍勢に攻められ、逃亡先の長門大寧寺にて自害。大内氏滅亡。
- 24年10月1日（1555年10月16日）、厳島の戦い。安芸国厳島で毛利元就が陶晴賢を破る。晴賢は自害。この後、元就は大内氏の旧領を併合していく。

### 出生
- 元年（1532年）： ルイス・フロイス、イエズス会宣教師（慶長2年死去）
- 2年2月9日（1533年3月4日）： 島津義久、戦国大名（慶長16年死去）
- 2年9月24日（1533年10月12日）： 朝倉義景、戦国大名・朝倉孝景の子（天正元年死去）
- 2年（1533年）： 小早川隆景、武将（慶長2年死去）
- 3年4月22日（1534年6月3日）： 細川幽斎、武将・歌人（慶長15年死去）
- 3年5月12日（1534年6月23日）： 織田信長、武将（天正10年死去）
- 3年（1534年）： 日秀、豊臣秀吉の姉（寛永2年死去）
- 4年7月23日（1535年8月21日）： 島津義弘、戦国大名（元和5年死去）
- 4年9月20日（1535年10月16日）： 丹羽長秀、武将（天正13年死去）
- 4年（1535年）： 濃姫、織田信長の正室（慶長17年死去）
- 4年（1535年）： 荒木村重、武将（天正14年死去）
- 5年1月1日（1536年2月2日）： 豊臣秀吉、武将（慶長3年死去） 従来の通説。最近は6年2月6日説が有力となっている。
- 5年3月10日（1536年3月31日）： 足利義輝、室町幕府13代将軍（永禄8年死去）
- 5年（1536年）： 佐々成政、武将（天正16年死去）
- 5年（1536年）：猪苗代盛国、武将
- 6年2月6日（1537年3月17日）： 豊臣秀吉、武将（慶長3年死去） 最近の有力説
- 6年11月3日（1537年12月5日）： 足利義昭、室町幕府15代将軍（慶長2年死去）
- 6年（1537年）： 加藤光泰、武将（文禄2年死去）
- 7年12月25日（1539年）： 前田利家、武将（慶長4年死去）
- 7年（1538年）： 足利義栄、室町幕府14代将軍（永禄11年死去）
- 7年（1538年）： 北条氏政、武将（天正18年死去）
- 7年（1538年）： 本多正信、武将・徳川家康の側近（元和2年死去）
- 8年（1539年）： 前田玄以、大名（慶長7年死去）
- 9年（1540年）： 豊臣秀長、武将・豊臣秀吉の異父弟（天正19年死去）
- 9年（1540年）： 小出秀政、武将、大名武将・豊臣秀吉の叔父（叔母婿）（慶長9年死去）
- 11年（1542年）： 服部正成（服部半蔵）、武将（慶長9年死去）
- 11年12月26日（1543年1月30日）： 徳川家康、武将・江戸幕府初代将軍（元和2年死去）
- 12年1月7日（1543年）： 顕如、浄土真宗の僧（文禄元年死去）
- 12年1月13日（1543年2月16日）： 狩野永徳、絵師（天正18年死去）
- 12年（1543年）： 堀尾吉晴、大名（慶長16年死去）
- 12年（1543年）： 朝日姫、徳川家康の正室（天正18年死去）
- 13年（1544年）： 伊達輝宗、伊達氏第十六代当主・伊達政宗の父（天正13年死去）
- 13年（1544年）： 竹中重治、武将（天正7年死去）
- 14年（1545年）： 山中幸盛、武将（天正6年死去）
- 14年（1545年）： 浅井長政、武将（天正元年死去）
- 14年（1545年）： 増田長盛、大名（元和元年死去）
- 15年（1546年）2月1日 ： 最上義光、最上家第11代当主、最上義守の長男（慶長19年死去）
- 15年（1546年）： 武田勝頼、武将・武田信玄の四男（天正10年死去）
- 15年（1546年）： 村上国清、武将
- 15年（1546年）： 黒田孝高、武将、キリシタン大名（慶長9年死去）
- 16年（1547年）： お市の方、織田信長の妹、浅井長政・柴田勝家の妻（天正11年死去）
- 16年（1547年）： 織田長益（織田有楽斎）、織田信長の実弟・茶人（元和7年死去）
- 16年（1547年）： 浅野長政、大名（慶長16年死去）
- 16年（1547年）： 蘆名盛興、武将（天正3年死去）
- 17年（1548年）： 斎藤龍興、大名（天正元年死去）
- 17年（1548年）： 西笑承兌、僧（慶長12年死去）
- 17年（1548年）： 榊原康政、武将（慶長11年死去）
- 17年（1548年）： 本多忠勝、武将（慶長15年死去）
- 17年（1548年）： 高橋紹運、武将（天正14年死去）
- 17年（1548年）： 田中吉政、武将（慶長14年死去）
- 17年（1548年）： 義姫（保春院）、最上義光の妹、伊達輝宗の正室、伊達政宗の母（元和7年死去）
- 18年（1549年）： 筒井順慶、大名（天正12年死去）
- 19年（1550年）： 内藤如安、キリシタン武将（寛永3年死去）
- 22年1月22日（1553年2月4日）： 毛利輝元、武将（寛永2年死去）
- 23年2月13日（1554年）： 阿茶局、徳川家康の側室（寛永14年死去）
- 23年（1554年）： 脇坂安治、武将、大名、賤ヶ岳の七本槍の1人（寛永3年死去）

### 死去
- 2年（1533年）： 山名澄之、伯耆守護（生年不詳）
- 4年12月5日（1535年12月29日）： 松平清康、武将・松平広忠の父（永正8年出生）
- 4年1月11日（1535年）：勧修寺藤子、後奈良天皇母、豊楽門院（寛正4年出生）（『言継卿記』同日条）
- 6年10月3日（1537年）： 三条西実隆、歌人（康正元年出生）
- 10年7月19日（1541年8月10日）： 北条氏綱、武将（長享元年出生）
- 10年11月13日（1541年11月30日）： 尼子経久、武将（長禄2年出生）
- 11年3月17日（1542年4月2日）： 木沢長政、武将（生年不詳）
- 17年3月22日（1548年4月30日）： 朝倉孝景、武将・朝倉氏十代目当主（明応2年出生）
- 18年3月6日（1549年4月3日）： 松平広忠、武将・徳川家康の父（大永6年出生）
- 18年6月24日（1549年7月28日）： 三好政長、武将・茶人（永正5年出生）
- 19年2月12日（1550年2月28日）： 大友義鑑、武将・大友義鎮の父（文亀2年出生）
- 19年5月4日（1550年5月20日）： 足利義晴、室町幕府12代将軍（永正8年出生）
- 20年3月3日（1551年4月8日）： 織田信秀、武将・織田信長の父（永正7年出生）
- 20年9月1日（1551年9月30日）： 大内義隆、戦国大名（永正4年出生）
- 21年1月2日（1552年1月21日）：六角定頼、戦国大名（明応4年出生）
- 22年10月2日（1553年）： 山崎宗鑑、連歌師・俳人（寛正6年出生）
- 22年（1553年）： 蘆名盛舜、武将（延徳2年出生）
- 23年8月13日（1554年9月19日）：証如、僧侶・本願寺第10世。

## 西暦との対照表
※は小の月を示す。
| 天文元年（壬辰）     | 一月      | 二月    | 三月※ | 四月   | 五月※ | 六月※   | 七月    | 八月※   | 九月※ | 十月  | 十一月  | 十二月※   |           |
| -------------------- | --------- | ------- | ----- | ------ | ----- | ------- | ------- | ------- | ----- | ----- | ------- | --------- | --------- |
| ユリウス暦           | 1532/2/6  | 3/7     | 4/6   | 5/5    | 6/4   | 7/3     | 8/1     | 8/31    | 9/29  | 10/28 | 11/27   | 12/27     |           |
| 天文二年（癸巳）     | 一月      | 二月    | 三月  | 四月※  | 五月  | 六月※   | 七月※   | 八月    | 九月※ | 十月※ | 十一月  | 十二月    |           |
| ユリウス暦           | 1533/1/25 | 2/24    | 3/26  | 4/25   | 5/24  | 6/23    | 7/22    | 8/20    | 9/19  | 10/18 | 11/16   | 12/16     |           |
| 天文三年（甲午）     | 一月※     | 閏一月  | 二月  | 三月※  | 四月  | 五月※   | 六月    | 七月※   | 八月  | 九月※ | 十月    | 十一月※   | 十二月    |
| ユリウス暦           | 1534/1/15 | 2/13    | 3/15  | 4/14   | 5/13  | 6/12    | 7/11    | 8/10    | 9/8   | 10/8  | 11/6    | 12/6      | 1535/1/4  |
| 天文四年（乙未）     | 一月※     | 二月    | 三月※ | 四月   | 五月  | 六月※   | 七月    | 八月※   | 九月  | 十月※ | 十一月  | 十二月※   |           |
| ユリウス暦           | 1535/2/3  | 3/4     | 4/3   | 5/2    | 6/1   | 7/1     | 7/30    | 8/29    | 9/27  | 10/27 | 11/25   | 12/25     |           |
| 天文五年（丙申）     | 一月      | 二月※   | 三月  | 四月※  | 五月  | 六月※   | 七月    | 八月    | 九月※ | 十月  | 閏十月※ | 十一月    | 十二月※   |
| ユリウス暦           | 1536/1/23 | 2/22    | 3/22  | 4/21   | 5/20  | 6/19    | 7/18    | 8/17    | 9/16  | 10/15 | 11/14   | 12/13     | 1537/1/12 |
| 天文六年（丁酉）     | 一月      | 二月※   | 三月※ | 四月   | 五月※ | 六月    | 七月    | 八月※   | 九月  | 十月  | 十一月※ | 十二月    |           |
| ユリウス暦           | 1537/2/10 | 3/12    | 4/10  | 5/9    | 6/8   | 7/7     | 8/6     | 9/5     | 10/4  | 11/3  | 12/3    | 1538/1/1  |           |
| 天文七年（戊戌）     | 一月※     | 二月    | 三月※ | 四月※  | 五月  | 六月※   | 七月    | 八月※   | 九月  | 十月  | 十一月  | 十二月※   |           |
| ユリウス暦           | 1538/1/31 | 3/1     | 3/31  | 4/29   | 5/28  | 6/27    | 7/26    | 8/25    | 9/23  | 10/23 | 11/22   | 12/22     |           |
| 天文八年（己亥）     | 一月      | 二月※   | 三月  | 四月※  | 五月※ | 六月    | 閏六月※ | 七月    | 八月※ | 九月  | 十月    | 十一月※   | 十二月    |
| ユリウス暦           | 1539/1/20 | 2/19    | 3/20  | 4/19   | 5/18  | 6/16    | 7/16    | 8/14    | 9/13  | 10/12 | 11/11   | 12/11     | 1540/1/9  |
| 天文九年（庚子）     | 一月      | 二月※   | 三月  | 四月※  | 五月※ | 六月    | 七月※   | 八月※   | 九月  | 十月  | 十一月※ | 十二月    |           |
| ユリウス暦           | 1540/2/8  | 3/9     | 4/7   | 5/7    | 6/5   | 7/4     | 8/3     | 9/1     | 9/30  | 10/30 | 11/29   | 12/28     |           |
| 天文十年（辛丑）     | 一月      | 二月    | 三月※ | 四月   | 五月※ | 六月※   | 七月    | 八月※   | 九月※ | 十月  | 十一月  | 十二月※   |           |
| ユリウス暦           | 1541/1/27 | 2/26    | 3/28  | 4/26   | 5/26  | 6/24    | 7/23    | 8/22    | 9/20  | 10/19 | 11/18   | 12/18     |           |
| 天文十一年（壬寅）   | 一月      | 二月    | 三月※ | 閏三月 | 四月※ | 五月    | 六月※   | 七月    | 八月※ | 九月※ | 十月    | 十一月    | 十二月※   |
| ユリウス暦           | 1542/1/16 | 2/15    | 3/17  | 4/15   | 5/15  | 6/13    | 7/13    | 8/11    | 9/10  | 10/9  | 11/7    | 12/7      | 1543/1/6  |
| 天文十二年（癸卯）   | 一月      | 二月※   | 三月  | 四月   | 五月※ | 六月    | 七月※   | 八月    | 九月※ | 十月  | 十一月※ | 十二月※   |           |
| ユリウス暦           | 1543/2/4  | 3/6     | 4/4   | 5/4    | 6/3   | 7/2     | 8/1     | 8/30    | 9/29  | 10/28 | 11/27   | 12/26     |           |
| 天文十三年（甲辰）   | 一月      | 二月    | 三月※ | 四月   | 五月※ | 六月    | 七月    | 八月※   | 九月  | 十月※ | 十一月  | 閏十一月※ | 十二月    |
| ユリウス暦           | 1544/1/24 | 2/23    | 3/24  | 4/22   | 5/22  | 6/20    | 7/20    | 8/19    | 9/17  | 10/17 | 11/15   | 12/15     | 1545/1/13 |
| 天文十四年（乙巳）   | 一月※     | 二月※   | 三月  | 四月※  | 五月  | 六月    | 七月※   | 八月    | 九月  | 十月※ | 十一月  | 十二月※   |           |
| ユリウス暦           | 1545/2/12 | 3/13    | 4/11  | 5/11   | 6/9   | 7/9     | 8/8     | 9/6     | 10/6  | 11/5  | 12/4    | 1546/1/3  |           |
| 天文十五年（丙午）   | 一月      | 二月※   | 三月※ | 四月   | 五月※ | 六月    | 七月※   | 八月    | 九月  | 十月  | 十一月※ | 十二月    |           |
| ユリウス暦           | 1546/2/1  | 3/3     | 4/1   | 4/30   | 5/30  | 6/28    | 7/28    | 8/26    | 9/25  | 10/25 | 11/24   | 12/23     |           |
| 天文十六年（丁未）   | 一月※     | 二月    | 三月※ | 四月※  | 五月  | 六月※   | 七月    | 閏七月※ | 八月  | 九月  | 十月※   | 十一月    | 十二月    |
| ユリウス暦           | 1547/1/22 | 2/20    | 3/22  | 4/20   | 5/19  | 6/18    | 7/17    | 8/16    | 9/14  | 10/14 | 11/13   | 12/12     | 1548/1/11 |
| 天文十七年（戊申）   | 一月※     | 二月    | 三月※ | 四月※  | 五月  | 六月※   | 七月※   | 八月    | 九月  | 十月※ | 十一月  | 十二月    |           |
| ユリウス暦           | 1548/2/10 | 3/10    | 4/9   | 5/8    | 6/6   | 7/6     | 8/4     | 9/2     | 10/2  | 11/1  | 11/30   | 12/30     |           |
| 天文十八年（己酉）   | 一月      | 二月※   | 三月  | 四月※  | 五月※ | 六月    | 七月※   | 八月※   | 九月  | 十月※ | 十一月  | 十二月    |           |
| ユリウス暦           | 1549/1/29 | 2/28    | 3/29  | 4/28   | 5/27  | 6/25    | 7/25    | 8/23    | 9/21  | 10/21 | 11/19   | 12/19     |           |
| 天文十九年（庚戌）   | 一月      | 二月※   | 三月  | 四月   | 五月※ | 閏五月※ | 六月    | 七月※   | 八月※ | 九月  | 十月※   | 十一月    | 十二月    |
| ユリウス暦           | 1550/1/18 | 2/17    | 3/18  | 4/17   | 5/17  | 6/15    | 7/14    | 8/13    | 9/11  | 10/10 | 11/9    | 12/8      | 1551/1/7  |
| 天文二十年（辛亥）   | 一月      | 二月※   | 三月  | 四月※  | 五月  | 六月※   | 七月    | 八月※   | 九月※ | 十月  | 十一月※ | 十二月    |           |
| ユリウス暦           | 1551/2/6  | 3/8     | 4/6   | 5/6    | 6/4   | 7/4     | 8/2     | 9/1     | 9/30  | 10/29 | 11/28   | 12/27     |           |
| 天文二十一年（壬子） | 一月      | 二月※   | 三月  | 四月   | 五月※ | 六月    | 七月※   | 八月    | 九月※ | 十月※ | 十一月  | 十二月※   |           |
| ユリウス暦           | 1552/1/26 | 2/25    | 3/25  | 4/24   | 5/24  | 6/22    | 7/22    | 8/20    | 9/19  | 10/18 | 11/16   | 12/16     |           |
| 天文二十二年（癸丑） | 一月      | 閏一月※ | 二月  | 三月   | 四月※ | 五月    | 六月※   | 七月    | 八月  | 九月※ | 十月    | 十一月※   | 十二月※   |
| ユリウス暦           | 1553/1/14 | 2/13    | 3/14  | 4/13   | 5/13  | 6/11    | 7/11    | 8/9     | 9/8   | 10/8  | 11/6    | 12/6      | 1554/1/4  |
| 天文二十三年（甲寅） | 一月      | 二月※   | 三月  | 四月※  | 五月  | 六月    | 七月※   | 八月    | 九月  | 十月※ | 十一月  | 十二月※   |           |
| ユリウス暦           | 1554/2/2  | 3/4     | 4/2   | 5/2    | 5/31  | 6/30    | 7/30    | 8/28    | 9/27  | 10/27 | 11/25   | 12/25     |           |
| 天文二十四年（乙卯） | 一月      | 二月※   | 三月※ | 四月   | 五月※ | 六月    | 七月※   | 八月    | 九月  | 十月※ | 閏十月※ | 十一月    | 十二月    |
| ユリウス暦           | 1555/1/23 | 2/22    | 3/23  | 4/21   | 5/21  | 6/19    | 7/19    | 8/17    | 9/16  | 10/16 | 11/14   | 12/13     | 1556/1/12 |